# アンドレイ・シルノフ
アンドレイ・シルノフ（Andrey Silnov、1984年9月9日 - ）は、ロシアの陸上競技選手である。
北京オリンピックの走高跳金メダリストである。
2006年のヨーロッパ陸上選手権の男子走高跳で2m36の大会新記録で金メダルを獲得した。同年に記録した2m37は、年間世界最高記録となった。翌2007年は不調で、世界陸上では11位と惨敗。シーズンベストも2m30止まりであった。
しかし2008年、7月に自己記録を更新する2m38をマークし、北京オリンピックの代表入りを果たした。オリンピックの決勝では、2m36まで一度も失敗することなく優勝した。優勝を決めた後に、一気にバーを2m42に上げた。惜しい跳躍もあったが、失敗に終わった。
2016年、ロシア陸上競技連盟の会長選に立候補。落選したが同連盟の副会長に就任する。
2020年3月27日、陸上競技の不正防止機関であるアスレチックス・インテグリティ・ユニット（AIU）は、シルノフを含むロシア人4選手のドーピング違反について、スポーツ仲裁裁判所（CAS）に提訴した。

## 主な実績
| 年   | 大会                               | 場所                       | 種目   | 結果 | 記録 |
| ---- | ---------------------------------- | -------------------------- | ------ | ---- | ---- |
| 2006 | ヨーロッパ陸上選手権               | イェーテボリ(スウェーデン) | 走高跳 | 1位  | 2m36 |
| 2006 | IAAFワールドアスレチックファイナル | シュトゥットガルト(ドイツ) | 走高跳 | 2位  | 2m33 |
| 2006 | IAAF陸上ワールドカップ             | アテネ(ギリシャ)           | 走高跳 | 2位  | 2m24 |
| 2007 | 世界陸上選手権                     | 大阪(日本)                 | 走高跳 | 11位 | 2m21 |
| 2008 | オリンピック                       | 北京(中国)                 | 走高跳 | 1位  | 2m36 |
| 2008 | IAAFワールドアスレチックファイナル | シュトゥットガルト(ドイツ) | 走高跳 | 1位  | 2m35 |